# Santa Anita (Celaya)
Santa Anita es una localidad del estado mexicano de Guanajuato. Es parte del municipio de Celaya.

## Toponimia
El nombre «Santa Anita» hace referencia a la santa patrona de la localidad: Santa Ana.

## Demografía
| Gráfica de evolución demográfica |
|                                  |

| Censo | Población |
| ----- | --------- |
| 1940  | 10        |
| 1950  | 54        |
| 1960  | 334       |
| 1970  | 357       |
| 1980  | 632       |
| 1990  | 1 064     |
| 2000  | 1 025     |
| 2010  | 1 374     |
| 2020  | 1 415     |